# Gemeliers
Gemeliers (pronunciat [xe'melieɾs]) és un grup espanyol integrat pels germans bessons Jesús i Daniel Oviedo Morilla (Mairena del Aljarafe, Sevilla, 21 de febrer de 1999) qui des dels quatre anys es dediquen al món de la música. Van aconseguir la popularitat l'any 2014 després de la seva participació en la primera edició de La Voz Kids. Actualment viuen a Madrid.

## Trajectòria professional
Van començar la seva incursió en la televisió als quatre anys, al programa Menuda Noche de Canal Sud Televisió, liderat per Juan y medio. Un programa en el qual van conèixer altres artistes com Abraham Mateo o van entrevistar cantants com David Bisbal. També van participar en el programa Quiero cantar d'Antena 3, on van poder interpretar grans artistes com Ricky Martin o Raphael.
El 2009 van treure el seu primer disc anomenat 2 mejor que 1, una referència al fet que són bessons. Un disc compost per deu cançons infantils. Va tenir molt èxit per tot Andalusia. El seu gran salt es va produir després de la seva participació en La Voz Kids on van estar en les Audicions a Cegues i els tres tutors van girar les seves cadires mentre Daniel i Jesús interpretaven el tema «Yo no de doy por vencido» de Luis Fonsi. Els bessons es van decantar per l'equip de David Bisbal, un dels seus ídols. Allí durarien fins a la ronda de Les Batalles on van interpretar el tema d'«Amiga mía» d'Alejandro Sanz.
Després de la seva sortida de la Voz Kids els bessons van signar amb el segell discogràfic Pep´s Records. El 26 de març de 2014 van publicar el seu primer single «Lo mejor está por venir», una cançó pels més joves d'estil reggae clàssic i amb l'argument que el pitjor ha passat i que sempre el que vingui a continuació serà millor. Al maig d'aquell mateix any van treure un disc que portava el nom del seu primer videoclip. Van compondre onze temes d'amor juvenil. Aviat es va situar en el top de vendes i al mes de juliol van guanyar el Disc d'Or de vendes per aconseguir 20.000 vendes, a l'octubre el Disc de Platí per 40.000 discos venuts i a la fi d'any va arribar el doble disc de Platí.
La gira de cinquanta concerts va rebre el mateix nom i va recórrer diverses ciutats d'Espanya aconseguint esgotar les entrades en múltiples ocasions, i a grans recintes com Fibes a Sevilla, el Palau dels Esports de Madrid en dues ocasions, el Palau Sant Jordi de Barcelona o el Martín Carpena de Màlaga. A més un dels moments més importants de la gira va ocórrer quan David Bisbal els va convidar a col·laborar en un dels seus concerts i tots tres van cantar «Dígale». Finalment amb el disc Lo mejor está por venir, van treure dos videoclips més per acompanyar les cançons de «Prefiero decírtelo así» i «Tan solo tú y yo», que van superar el milió de visites per a cada vídeo. Per finalitzar aquest disc es va treure una reedició que va comptar amb la col·laboració d'artistes com Xuso Jones i Jaime Terrón (exintegrant del grup Melocos) i es va publicar un DVD dels concerts de Madrid i Barcelona.
Als concerts cal sumar-li la gira de firmes de discos, també per tot Espanya, que en algunes ocasions han hagut d'estendre fins a altes hores de la matinada. A Barcelona es va haver de suspendre la signatura perquè les fans van col·lapsar la Diagonal. Al novembre 2014, i amb tota l'eufòria del disc de platí, van publicar una autobiografia en la qual narraven les seves vivències des de joves així com uns secrets més íntims de cadascun.
Un any després de Lo mejor está por venir, van treure el seu segon disc, Mil y una noches, del mateix estil que l'anterior però amb cançons més madures, al qual es notava el canvi en les veus dels dos artistes. De nou onze cançons van integrar aquest disc. El Disc d'Or va arribar en menys d'una setmana, apareixent en la llista com a nombre 1. Al maig de 2015 va començar una nova gira, que ja s'ha aconseguit omplir l'Auditori Rocío Jurado. Al 2015, aquest disc va ser premiat amb un disc de platí, que va ser lliurat al programa ¡Qué tiempo tan feliz!. En aquest disc, van treure tres videoclips anomenats «Grandes», «No hay Nadie como tú» i «Chicas, chicas».
Al maig de 2015 els Gemeliers van emprendre un primer viatge a l'estranger a Mèxic, Colòmbia i Equador. Allà es van passejar per diversos canals de televisió i ràdio i van realitzar diverses signatures de discos. Gemeliers també va cantar a Roma, al Coca Cola Summer Festival, davant 50.000 persones, al costat d'altres artistes.

## Discografia
- 2009: 2 mejor que 1
- 2014: Lo mejor está por venir
- 2015: Mil y una noches
- 2016: Gracias
- 2017: Stereo

## Premis
- 2014:
  - Disc d'Or per les 20.000 còpies venudes de Lo mejor está por venir, a Espanya.
  - Disc de Platí per les 40.000 vendes de Lo mejor está por venir, a Espanya.
  - Doble disc de Platí per les 80.000 vendes de Lo mejor está por venir, a Espanya.

- 2015:
  - Nickelodeon Kids Choice Awards al millor artista espanyol[11]
  - Disc d'Or per les 20.000 vendes de Mil y una noches, a Espanya
  - Disc de platí per les 40.000 vendes de " Mil y una noches", a Espanya
  - Neox Fan Awards al Grup que ho peta.

## Pel·lícules i programes de televisió
- Menuda Noche (2003) - Concursants a Canal Sur Televisión.
- Quiero cantar (2010) - Concursants a Antena 3.
- La Voz Kids (2014) - Concursants a Telecinco.
- Gemeliers en concierto: Madrid y Barcelona (2014).
- ¡Vaya fauna! (2015) - Jurat a Telecinco.
- Yo Quisiera (2015-2016) - artistes convidats a Divinity (6 episodis)[12]
- Land Rober (2016) - convidats